# Franco Saudelli
Franco Saudelli (Latina, 4 agosto 1952) è un fumettista italiano.
Si è imposto come disegnatore di fumetti erotici o comunque con una connotazione trasgressiva, principalmente legata al bondage ed al feticismo dei piedi femminili. Il disegno di Saudelli gioca principalmente con calze da donna, tacchi a spillo, piedi e funi. A Roma ha collaborato con la fumettista e modella Giovanna Casotto, sentimentalmente legato con lei per quattro anni.

## Carriera

### Le prime opere
Nato il 4 agosto 1952 a Latina si diploma al liceo artistico. Tra le sue prime collaborazioni va segnalata quella con lo Studio Giolitti (diretto da Alberto Giolitti) in cui collabora con Ugolino Cossu e Massimo Rotundo.
Abbandonato lo studio inizia, nel 1978, una proficua collaborazione con Eura Editoriale, realizzando i disegni per fumetti pubblicati sulla rivista Lanciostory, in massima parte storie libere, collaborazione che continuerà fino al 1984. Per Eura realizza oltre che una gran quantità di storie brevi due serie lunghe: L'uomo di Wolfland, fumetto di fantescienza ambientato in un ipotetico futuro di stampo nazista su testi di Riccardo Barreiro e Giorno senza fine, altro fumetto di fantascienza ma di ambientazione post-apocalittica su testi di Michele Gazarri; queste serie scritte da altri autori non gli consentono di soffermarsi più di tanto sui temi a lui più cari. Le storie di questo periodo non hanno uno stile uniforme e si può notare come l'autore sia alla ricerca di un segno personale.
Mentre ancora pubblica storie brevi per l'Eura, Saudelli trova ospitalità tra le pagine della neonata rivista Orient Express dove pubblica Iberland, su testi di Ottavio De Angelis, storia di fantascienza apocalittica dove nel prossimo futuro una nuova glaciazione ha reso invivibile il pianeta terra ma delle leggende narrano della Reggia del Sole un posto dove il ghiaccio non ha esteso i suoi confini. In seguito pubblica, sempre con Barreiro, La figlia di Wolfland, seguito ideale della serie nata sulle pagine di Lanciostory prima di creare, sempre su Orient Express, un personaggio tutto suo del quale realizza anche le sceneggiature, Otto Zaccaria Porfiri, detective privato molto umano e realistico ricalcato sulle fattezze di Orson Welles di cui ha disegnato 7 storie pubblicate dal 1984 al 1994 sulle riviste Orient Express, Comic Art, Nova Express, Diva e Nero.
Infatti alla chiusura di Orient Express, rivista dalla vita breve di appena 30 numeri, Saudelli inizia a collaborare con la rivista Comic Art, al tempo una delle testate più interessanti e che ospitava alcuni dei più grandi disegnatori italiani del periodo tra cui anche Andrea Pazienza dopo l'interruzione della collaborazione con Frigidaire.
Per la nuova testata realizza prima il fumetto A nostra immagine, su testi di Ottavio De Angelis, un'originale parabola fantascientifica sulla natura umana e sull'ambiguo rapporto uomo-robot che potrebbe instaurarsi in un ipotetico futuro.

### Opere a sfondo erotico
Dopo "A nostra immagine", concepisce il suo personaggio più famoso, l'impacciata e sensualissima ladra detta "La Bionda", liberamente ispirata all'attrice Kathleen Turner. Questo personaggio esordisce proprio per la rivista Comic Art sul numero 31 del marzo 1987 e gli dà modo di esprimere al massimo la sua passione per fetish e bondage. Il personaggio de La Bionda viene creato da Saudelli proprio per potersi divertire a disegnare quello che più ama, situazioni di bondage in tutte le sue varianti. Nonostante questo, il personaggio non è particolarmente erotico, le storie sono molto ironiche e giocose e le situazioni non sono mai molto perverse riuscendo ad ottenere un apprezzamento tale che spinge l'autore a livello internazionale. Parlando del suo personaggio, in un'intervista, Saudelli ha precisato, esagerando un po', che La Bionda ha rappresentato per lui: "la stupidità più sublime! È talmente pretestuoso il plot delle storie de 'La Bionda' che ancora mi diverto a sentire cosa ne pensano o ne pensavano i critici". Nel 1994 Granata Press ha dedicato al personaggio de La Bionda una pubblicazione periodica che però ha chiuso i battenti dopo appena 10 numeri.
Sulle pagine di Comic Art l'autore continuerà la saga di Iberland ed inoltre, sulla stessa rivista, troveranno spazio le storie realizzate a quattro mani con l'amico Massimo Rotundo e raccolte sotto il titolo di Esotica; si tratta di sei storie autoconclusive intitolate In una notte di luna, Naufraghi, Osvaldo, Massaggi e Messaggi, O Carnavao ed Eroi, cinque pubblicate per L'Espresso Più tra il 1987 e il 1989 e riproposte a distanza di pochi mesi sulle pagine di Comic Art, l'ultima pubblicata direttamente su Comic Art; le storie sono caratterizzate dall'essere ambientate in località esotiche differenti in giro per il mondo.
Degli anni ottanta è anche la collaborazione con Glittering Images, casa editrice specializzata in pubblicazioni erotiche, per la quale Saudelli realizzerà numerosi volumi, alcuni dei quali dedicati completamente alla sua arte. Questo tipo di erotismo non ha ancora avuto molto spazio in Italia.
Continuando per la strada intrapresa con La Bionda, Saudelli crea per Glamour International Magazine il personaggio di Khina, regina della giungla nel 1987 e per Glamour Album Bizarre 2 il personaggio de L'Apatica Matilda nel 1989.
Continua poi pubblicare le numerose avventure delle sue molte eroine sulle riviste più disparate, in particolare sulle riviste d'erotismo a fumetti d'autore Blue e Selen. Merita una citazione anche il personaggio, questa volta maschile, di Ivan Ilic protagonista dei grotteschi episodi di Ivan Ilic e le padrone schiave. Dal 1993 ha iniziato a collaborare con la rivista inglese Leg Show, il cui materiale in parte proposto in Italia da Blue.
Nell'agosto 1996 esordisce sul numero 119 di Dylan Dog con la storia L'occhio del gatto su sceneggiatura di Tiziano Sclavi. In seguito l'autore collaborerà più volte con Sergio Bonelli Editore sempre disegnando storie dell'indagatore dell'incubo di cui attualmente fa parte dello staff di disegnatori regolari.
Nel 1999 pubblica per la casa editrice Mare Nero Editore, Femmine alla corda un libro di illustrazioni di donne legate e imbavagliate, ognuna accompagnata da un breve racconto.
Appassionato anche di fotografia, è solito fotografare le modelle curando allo stesso tempo da sé la fase preparatoria, bavagli e legacci vari, per usarle come riferimento per i suoi fumetti ma anche per diletto personale; la cosa nata come passione ha poi dato vita ad un'attività a parte di Saudelli che ha portato l'autore alla pubblicazione di raccolte di sue foto.
Ha ricevuto nel 1982 il Premio Albertarelli per i giovani autori, mentre nel 1986 gli viene assegnato il Premio Yellow Kid come migliore disegnatore italiano.

## Pubblicazioni
Libri
- Porfiri, Milano, L'isola trovata, 1986
- Porfiri altre storie, Milano, L'isola trovata, 1988
- La bionda: colpo doppio, Milano, Comic Art, 1988
- Clinica Bondage, Bologna, Granata Press, 1990
- Bondage Palace. La bionda, Roma, Comic Art, 1990
- Porfiri caliente, Bologna, Granata press, 1991
- Porfiri nero, Bologna, Granata Press, 1992, Prefazione di Pino Cacucci
- Saudelli & Friends, Femmine alla corda, Roma, Mare Nero, 1999

### Dylan Dog
- Tiziano Sclavi (testi), Franco Saudelli (disegni); L’occhio del gatto, in Dylan Dog n. 119, Sergio Bonelli Editore, agosto 1996.
- Tiziano Sclavi (testi), Franco Saudelli (disegni); Un incubo in soffitta, in Dylan Dog Gigante n. 5, Sergio Bonelli Editore, novembre 1996.
- Tiziano Sclavi (testi), Franco Saudelli (disegni); Il cane infernale, in Dylan Dog n. 145, Sergio Bonelli Editore, ottobre 1998.
- Pasquale Ruju (testi), Franco Saudelli (disegni); Duello all’alba, in Dylan Dog Gigante n. 7, Sergio Bonelli Editore, novembre 1998.
- Tito Faraci (testi), Franco Saudelli (disegni); Il discepolo, in Dylan Dog n. 177, Sergio Bonelli Editore, giugno 2001.
- Tiziano Sclavi (testi), Franco Saudelli (disegni); Ucronìa, in Dylan Dog n. 240, Sergio Bonelli Editore, settembre 2006.
- Michele Medda (testi), Franco Saudelli (disegni); Il feroce Takurr, in Dylan Dog n. 256, Sergio Bonelli Editore, dicembre 2007.
- Giovanni Gualdoni (testi), Franco Saudelli (disegni); Blatte, in Dylan Dog Gigante n. 18, Sergio Bonelli Editore, novembre 2009.
- Giancarlo Marzano (testi), Franco Saudelli (disegni); Tra moglie e marito, in Dylan Dog n. 295, Sergio Bonelli Editore, aprile 2011.
- Giovanni Gualdoni (testi), Franco Saudelli (disegni); L’autopsia, in Dylan Dog n. 309, Sergio Bonelli Editore, giugno 2012.
- Paola Barbato (testi), Franco Saudelli (disegni); Baba Yaga, in Dylan Dog Color Fest n. 17, Sergio Bonelli Editore, maggio 2016.
- Paola Barbato (testi), Franco Saudelli (disegni); Nessuno è innocente, in Dylan Dog n. 380, Sergio Bonelli Editore, maggio 2018.

### Le storie
- Pasquale Ruju (testi), Franco Saudelli (disegni); La battaglia di Marengo, in Le storie n. 29, Sergio Bonelli Editore, febbraio 2015.

### Altre pubblicazioni
- Ricardo Barreiro (testi), Franco Saudelli (disegni); L'uomo di Wolfland, in Euracomix n. 29, Eura Editoriale, novembre 1999.
- Uzal Rodriguez (testi), Franco Saudelli (disegni); La scelta di Chuck Finney, in Lanciostory Anno 04 n. 20, Eura Editoriale.
- Michelle Gazzarri (testi), Franco Saudelli (disegni); Giorno senza fine, in Lanciostory Anno 05 n. 48, capitolo 1, Eura Editoriale.
- Michelle Gazzarri (testi), Franco Saudelli (disegni); Giorno senza fine, in Lanciostory Anno 06 n. 1, capitolo 3, Eura Editoriale.
- Michelle Gazzarri (testi), Franco Saudelli (disegni); Giorno senza fine, in Lanciostory Anno 06 n. 4, capitolo 4, Eura Editoriale.

## Riconoscimenti
- Premio Yellow Kid al Salone Internazionale dei Comics (1986)